# Pyrausta trimaculalis
Pyrausta trimaculalis là một loài bướm đêm trong họ Crambidae.